# Elijah Winnington
Elijah Winnington (født 2000) er en australsk svømmer.
I 2021 repræsenterede han sit land ved sommer-OL 2020 i Tokyo, Japan, hvor han vandt bronze med holdet i 4×200 m fristil.